# TNA Global Impact
TNA Global Impact! fue un programa de lucha libre profesional en línea producido por Total Nonstop Action Wrestling (TNA) que existió en 2006. Global Impact!, que fue presentado por los entrevistadores de TNA Jeremy Borash y Christy Hemme, presentó "imágenes exclusivas, entrevistas, actualizaciones de noticias, combates y más".

## Historia

### Segmentos originales
Global Impact! Se originó en TNA en 2005. Los segmentos mostraron el mensaje mundial "¡Impact!" de TNA, con Jeremy Borash dando voz en off. Estos segmentos incluían luchadores de TNA que aparecían en promociones y giras por diferentes países, y varios acontecimientos en TNA.

### espectáculo en línea
El 24 de abril de 2006, TNA anunció que convertiría Global Impact! en un programa de transmisión web semanal a partir del 3 de mayo de 2006 como parte de un acuerdo entre TNA y YouTube. Jeremy Borash fue anunciado como el presentador en pantalla, con Christy Hemme como copresentadora de la transmisión inaugural. Se esperaba que el administrador del sitio web de TNA, Bill Banks (quien ayudó a lanzar programas en línea similares como WWE Byte This! y WCW Reload ), tuviera un papel importante detrás de escena.
Este acuerdo duraría poco debido a que la alta audiencia provocara la caída del servidor de YouTube; los episodios futuros se alojaron en el sitio web oficial de TNA.
El 19 de agosto de 2006, el programa fue suspendido sin dar ninguna razón real. En cambio, TNA pasó a proporcionar información en forma de podcast. 

### Renacimiento televisivo
El 14 de diciembre de 2007, Spike TV emitió un comunicado de prensa en el que indicaba que TNA realizaría un especial de una hora en enero del año siguiente titulado "Global Impact!" . El programa incluiría combates grabados que involucrarían a luchadores de TNA compitiendo en el show Wrestle Kingdom II New Japan Pro-Wrestling Tokyo Dome el 4 de enero, incluido Kurt Angle enfrentándose a Yuji Nagata por la versión IGF del Campeonato de Peso Pesado IWGP .
¡El programa se emitió el jueves 17 de enero de 2008 a las 11:00 p. m. EST después del episodio semanal de TNA Impact! . Según la reciente renovación del contrato de TNA con Spike TV, se espera que este sea el primero de varios programas especiales ocasionales. 

### Lanzamiento en DVD
El 28 de febrero de 2008, TNA lanzó el primer Global Impact! Especial de Japón en DVD. A diferencia de la transmisión al aire, contiene los 7 combates completos en los que participaron las estrellas de TNA durante el evento Tokyo Dome del 4 de enero. También contenía entrevistas entre bastidores antes y después del evento. Se puede leer una reseña completa del DVD en el siguiente enlace: 

### Global Impact 2: Japan
El 14 de diciembre de 2008, TNA Wrestling.com anunció oficialmente Global Impact 2: Japón. El programa se emitió en Spike TV el 8 de octubre de 2009. Presentaba combates grabados que involucraban a luchadores de TNA compitiendo en el show Wrestle Kingdom III New Japan Pro-Wrestling Tokyo Dome el 4 de enero. The Motor City Machine Guns ( Alex Shelley y Chris Sabin ) derrotando a No Limit ( Tetsuya Naito y Yujiro ) por el Campeonato IWGP Junior Heavyweight Tag Team, Kurt Angle, Kevin Nash, Masahiro Chono y Riki Choshu derrotando a Giant Bernard, Takashi Iizuka, Tomohiro Ishii, y Karl Anderson, y Team 3D ( Brother Devon y Brother Ray ) derrotando a The Most Violent Players ( Togi Makabe y Toru Yano ) en un combate Hardcore por el Campeonato en Parejas IWGP . 

### Global Impact 3

Logotipo de Impacto Global 3.

Global Impact 3 debutó en PPV el 24 de febrero de 2011 y contó con combates que involucraron a luchadores de TNA del programa Wrestle Kingdom V de New Japan Pro-Wrestling del 4 de enero de 2011 en el Tokyo Dome . Los partidos incluidos vieron a Beer Money, Inc. ( James Storm y Robert Roode ) desafiando sin éxito a Bad Intentions (Giant Bernard y Karl Anderson) por el Campeonato en Parejas IWGP en una lucha por equipos a tres bandas, que también incluyó a Muscle Orchestra ( Manabu Nakanishi y Strong Man ), derrotando a Rob Van Dam . Toru Yano en un combate duro y Jeff Hardy defendiendo exitosamente el Campeonato Mundial Peso Pesado de TNA contra Tetsuya Naito. 